# Burgruine Schauenforst
Die Burgruine Schauenforst ist die Ruine einer mittelalterlichen Höhenburg nahe Rödelwitz, einem Ortsteil der Gemeinde Uhlstädt-Kirchhasel, im Landkreis Saalfeld-Rudolstadt in Ostthüringen.

## Burganlage
Eine Besonderheit der mehrteiligen Burganlage ist ihre langgestreckte Form: Der Rücken des Schlossberges, auf dem sie steht, ist rund 150 Meter lang, aber nur 5 bis 35 Meter breit. Die Kuppe ist nur vom Norden her ohne größere Probleme zu erreichen. Dieser Zugang war durch zwei auf Hügeln gelegene, ummauerte Verteidigungsplätze und durch Gräben gesichert, die noch teilweise erkennbar sind. Die Vor- und die Hauptburg wurden durch einen Ringgraben gesichert, der nach Osten besonders tief und breit war.
Die im Nordwesten gelegene Vorburg war zum Teil durch doppelte Mauern gesichert und durch einen Zwinger mit Zugbrücke von der Hauptburg getrennt. Vermutlich diente die Vorburg in erster Linie als Wirtschaftshof.
Die Hauptburg wurde von einem großen Rundturm, direkt neben dem Zwinger, dominiert, der noch verhältnismäßig gut erhalten und von weitem zu sehen ist. Auf der Südostseite der Burg befand sich der unterkellerte Palas, zusammen mit einem Nebengebäude und dem Turm – der am besten erhaltene Teil der Burg. Von den starken Ringmauern zwischen den Gebäuden sind nur noch einzelne Abschnitte vorhanden. Die Zisterne im Hof der Hauptburg ist eingestürzt. Zusätzlich gab es für Friedenszeiten wohl eine Röhrenleitung für Quellwasser.

## Geschichte
Umstritten ist die Theorie, dass die Burg Schauenforst 1222 oder 1223 von Landgraf Ludwig IV. von Thüringen während einer Fehde mit dem Grafen Hermann II. von Orlamünde erbaut wurde. Bodenfunde lassen jedoch darauf schließen, dass die Burg frühestens im 13. Jahrhundert gebaut wurde. Man war sich 1908 einig, dass die Burg schon 1223 bestand. Sie war Eigentum des Grafen Hermann und diente als strategischer Mittelpunkt zwischen Orlamünde und Rudolstadt.  Möglicherweise wurde sie als wohnlichere und militärisch günstiger gelegene Nachfolgerin einer älteren Befestigungsanlage auf dem nahen Eichberg errichtet. Erste schriftliche Erwähnungen der Herren von Schauenforst aus dem Geschlecht der Meldingen als Lehnsleute der Grafen von Orlamünde datieren auf 1281. Jedoch handelte es sich schon damals vermutlich nur um ehemalige Bewohner der Burg, da Heinrich V. von Orlamünde bereits 1338 seinen Wohnsitz dort hatte. Im Verlauf des Thüringer Grafenkrieges verlor Heinrich seine Position als Fürst und wurde zum Vasallen von Landgraf Friedrich II., behielt jedoch Burg Schauenforst als einzige Befestigung in seinem Besitz, wo er bis zu seinem Tod 1357 wohnte. Unklar ist, ob die Burg während des Grafenkriegs zerstört wurde.
Bis in die Mitte des 15. Jahrhunderts hatte die Burg mehrere Besitzer. Möglicherweise wurde sie im Sächsischen Bruderkrieg zerstört. Die Überreste der Herrschaft Schauenforst schrumpften während dieser Zeit, bis am Ende des 15. Jahrhunderts das Geschlecht der Reußen aus Plauen die Burg und Rödelwitz erwarben. Ende des 16. Jahrhunderts wurde die Burg, die sich bereits in einem schlechten Zustand befand, zunächst der Herrschaft Oberkranichfeld zugeschlagen und dann erneut verpfändet. Der Zustand verschlechterte sich weiter, so dass die Anlage unbewohnbar wurde. Erneut wechselte der Besitz mehrfach. Die neuen Eigentümer waren an der Burg nicht mehr interessiert, sondern nur noch an den zugehörigen Besitzungen, vor allem an den umliegenden Weinbergen. 1663 wechselte die Burg aus schwarzburgischem in sachsen-gothaschen Besitz, wo sie längere Zeit blieb. Im Rahmen der Landesteilung fiel der Schauenforst samt Ruine 1826 an das Herzogtum Sachsen-Meiningen. Im 18. und 19. Jahrhundert wurde die Anlage von Schatzgräbern beschädigt. 1835 erwarb Landeskammerrat Friedrich Gustav Vogt aus Blankenhain die Burg und gab erste Erhaltungsarbeiten in Auftrag. Im Februar 1881 kaufte Herzog Ernst I. von Sachsen-Altenburg das gesamte Areal für das herzogliche Domanialfideikommiss. 1913 wurden größere Reparaturen an Ringmauer und Turm vorgenommen.